# Tadeáš Bača
Tadeáš Bača (* 26. ledna 2000 Zábřeh) je český politik, zastupitel města Mohelnice.

## Volby 2018
Ve volbách do zastupitelstva města Mohelnice vedl kandidátku Změna je možná!, která se ziskem 5,36% obsadila v zastupitelstvu jedno místo, které obsadil Tadeáš Bača. Ve svých osmnácti letech se tak stal nejmladším zastupitelem v historii města Mohelnice a nejmladším zastupitelem v České republice.

## Politické postoje
V letech 2016–2017 aktivně podporoval Stranu zelených vedenou Matějem Stropnickým. V druhém kole prezidentských voleb v lednu 2018 podpořil Miloše Zemana, což okomentoval mimo jiné slovy "v uplynulých několika týdnech jsem se snažil vyprovokovat příznivce Miloše Zemana i Jiřího Drahoše k boji za svého kandidáta, zatímco voliči Miloše Zemana se chovali slušně a dalo se s nimi poměrně dobře diskutovat, tak voliči Jiřího Drahoše zcela odmítali jiný názor a navíc se velice často uchylovali k útokům ad hominem a vulgaritám. Nevadí mi, když je vulgární ten, kdo nekáže slušnost, ale když jsou vulgární voliči, kteří na každém kroku vyřvávají „Slušný prezident“, tak mě to teda pekelně sejří, protože víc než cokoliv nesnáším pokrytce". Politicky se hlásí k tradiční levici, podpoře lokalizace ekonomik, národní soběstačnosti a proekologické politice.

### Kauza SPD
V srpnu 2018 se v médiích objevily informace, že kandidátku Změna je možná podpořil Bačův přítel a bývalý předseda Strany zelených Matěj Stropnický, rozruch vzbudila především účast dvou členů SPD na této kandidátce. Tadeáš Bača na celou kauzu reagoval slovy „Mohelnice je malé město, takže tu není konflikt stran, ale konflikt lidí. Shodli jsme se na programu, který je ekologický, levicový a nenajde se v něm nic fobního“.

## Život
Krátkou část dětství strávil v Praze, po většinu života však žije v Mohelnici. Považuje se za místního patriota. V současnosti dálkově studuje v Praze. Ve sčítání lidu se přihlásil k české národnosti, což odůvodnil mimo jiné slovy "Žiju v Mohelnici, tedy jsem Mohelničák. Mohelnice je na Hané, tož su Hanák. Haná je na Moravě, tedy jsem Moravák. Morava je v Česku, tedy jsem Čech. Česko je v Evropě, tedy jsem Evropan. Evropa je na planetě zemi, tedy jsem Pozemšťan. Takto bych mohl spokojeně pokračovat až k nějakým nadvevesmírům a ložnici boha Peruna, ale kde je pro mě národ? Holý pocit mi jasně velí, že jsem Čech, protože ať už jsem kdekoliv v České republice, tak cítím ten jedinečný pocit, že jsem doma a mezi svými." Společně s přáteli vlastní ovocný sad, kde hospodaří v souladu s principy ekologického zemědělství.